# Rosita Missoni

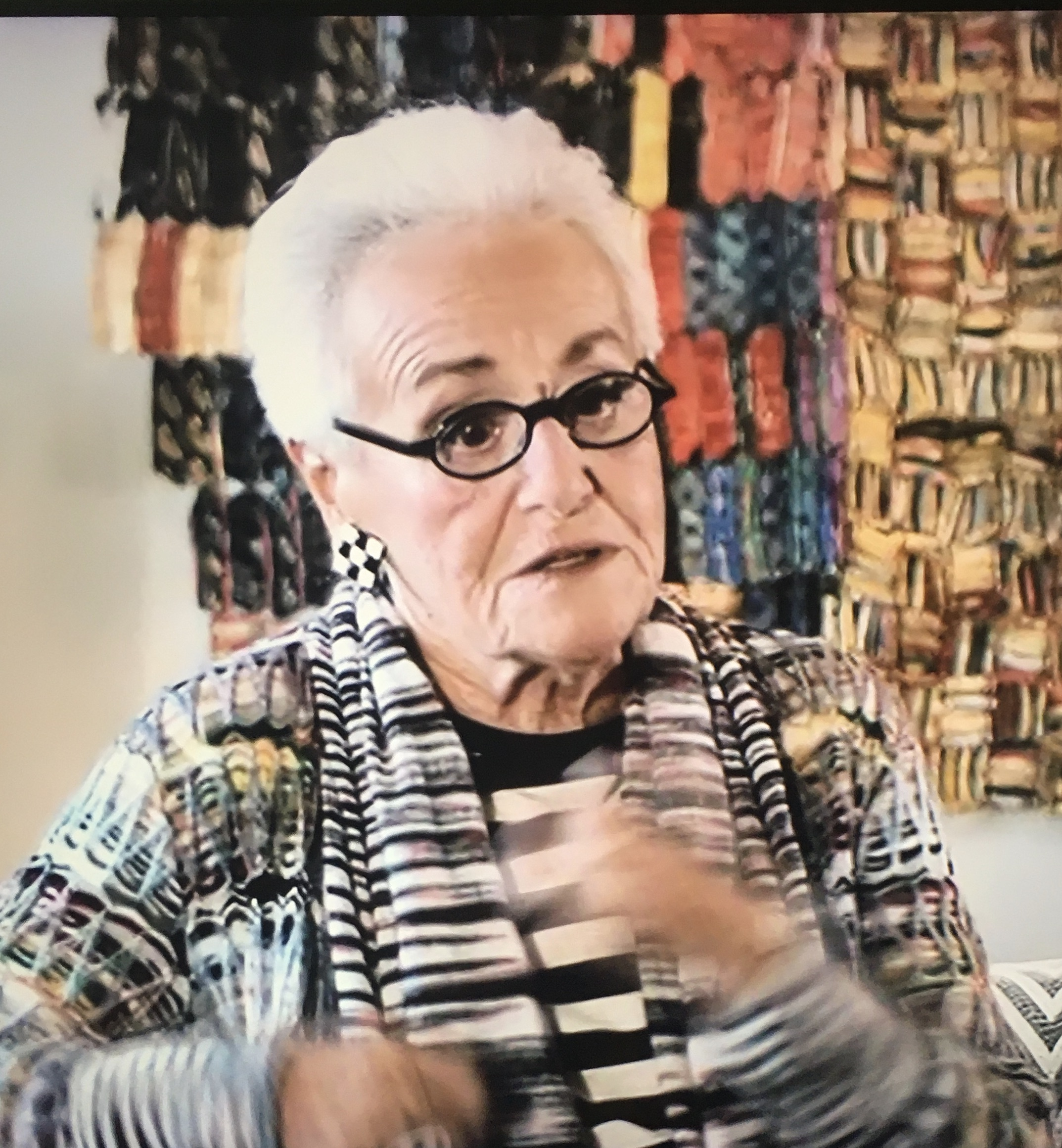
Rosita Missoni (2019)

Rosita Missoni (* 20. November 1931 in Golasecca, Lombardei; † 1. Januar 2025 in Sumirago, Lombardei) war eine italienische Modedesignerin und Mitbegründerin des Modeunternehmens Missoni.
Bekannt wurde Missoni insbesondere für seine von Zickzack-Mustern und kräftigen Farben geprägten Kreationen im Bereich der Strickmode.

## Leben
Rosita Jelmini stammte aus einer Familie von Tuchfabrikanten. Ihre Großeltern mütterlicherseits, die Torranis, gründeten eine Fabrik für Schals und bestickten Stoffe, in der die Eltern von Rosita, Angelo Jelmini und Diamante Torrani, arbeiteten. Rosita studierte Sprachen an der Rosetum College in Besozzo. Im Juni 1948 machte Rosita ihren Abschluss in modernen Sprachen und ging nach London, um ihre Englischkenntnisse zu verbessern. Dort lernte sie ihren Mann Ottavio “Tai” Missoni, einen Leichtathlet und Olympiateilnehmer, bei der Siegesfeier der Olympischen Spiele 1948 kennen. Sie heirateten am 18. April 1953.
Nach ihrer Rückkehr 1949 begann Rosita Jelmini, nach dem Vorbild ihres Vaters Angelo Jelmini, im kreativen Bereich des Familienunternehmens mitzuarbeiten. Im Jahr 1953 gründeten sie gemeinsam mit ihrem Mann Ottavio eine Textilfabrik in Gallarate, außerhalb von Mailand. Ottavio übernahm den Bereich Textiltechnik und Rosita die Aufgabe der Designerin. Ihre erste größere Kollektion wurde 1963 in Mailand präsentiert. Rosita Missoni war Ehrenpräsidentin des Unternehmens und bis ins hohe Alter als Kreativdirektorin für die Linie Missoni Home und die Hotels der Marke zuständig sowie zentrale Figur der italienischen Modeszene. Sie entwarf zudem 1983 die Kostüme für die Oper Lucia di Lammermoor.
Ihre drei Kinder Vittorio (1954–2013), Luca (* 1956) und Angela (* 1958) wurden zu Beginn der 1990er Jahre in führenden Positionen im Familienbetrieb tätig. Die älteste Tochter Margherita Missoni ihrer Tochter Angela ist ein bekanntes italienisches Model. Ottavio „Tai“ Missoni starb im Mai 2013 im Alter von 92 Jahren.
Rosita Missoni wurde mehrfach geehrt, darunter mit dem Verdienstorden der Italienischen Republik (1986), dem italienischen Ordine al Merito del Lavoro (2014) und der Ehrendoktorwürde der Academy of Art University in San Francisco (1999). 2008 gründete sie die Fondazione Ottavio e Rosita Missoni. Im Januar 2025 starb Rosita Missoni im Alter von 93 Jahren.

### Sohn Vittorio
Der älteste Sohn Vittorio verschwand am 5. Januar 2013 mit seiner Frau, dem Unternehmer und Mille-Miglia-Rennfahrer Guido Foresti und dessen Frau Elda Scalvenzi mit einem Kleinflugzeug des Typs BN-2 Islander zehn Seemeilen südlich des zu Venezuela gehörenden Archipels Los Roques. Bis zum 16. Januar 2013 war das Flugzeug verschwunden und es wurde bekannt, dass der 72-jährige Pilot seit dem 30. November 2012 keine gültige Fluglizenz mehr besaß. Ende Januar 2013 organisierte die Familie die Suche mit dem venezolanischen Marine-U-Boot Deep Sea. Am 27. Juni 2013 wurde bekannt, dass die BN-2 Islander in 70–80 Meter Tiefe bei der Insel Curaçao gefunden wurde. Am 16. Oktober 2013, mehr als 8 Monate nach dem Absturz, wurden die sterblichen Überreste von Vittorio Missoni aus dem Wrack am Meeresgrund des Karibischen Meeres vor Maiquetía, Vargas geborgen. Das komplette Wrack wurde am 25. November 2013, gut 10 Monate nach dem Absturz der Maschine, vom Meeresboden geborgen.